# باشگاه فوتبال لکو ۱۹۱۲
باشگاه فوتبال لکو ۱۹۱۲ (انگلیسی: Calcio Lecco 1912) یا به اختصار لکو، یک تیم فوتبال مستقر در لکو، لمباردی، ایتالیا است. این باشگاه که در سال ۱۹۱۲ تأسیس شد، در سری بی فعال است.